# Triplophysa hexiensis
Triplophysa hexiensis és una espècie de peix de la família dels balitòrids i de l'ordre dels cipriniformes. Es troba a la Xina.